# Ortenberg (Baden)
Ortenberg település Németországban, azon belül Baden-Württembergben. Lakosainak száma 3456 fő (2023. december 31.). Ortenberg Offenburg és Ohlsbach községekkel határos.

## Népesség
A település népessége az elmúlt években az alábbi módon változott:
| Lakosok száma | 2868 | 3419 | 3397 | 3442 | 3423 | 3457 | 3456 |
|               | 1975 | 2014 | 2017 | 2019 | 2021 | 2022 | 2023 |

## Közlekedés

### Vasút
A településen halad keresztül a Schwarzwaldbahn vasútvonal.